# Подільське дербі
Подільське дербі — футбольне протистояння головних команд Хмельниччини («Поділля», «Динамо») та Вінниччини («Нива», ФК «Вінниця»). Відзначається значним глядацьким інтересом в обох містах та запеклою боротьбою.

## Історичні передумови
Зародження протистояння між Хмельницьким і Вінницею відбулось наприкінці 1950-х рр., коли Хмельницький утвердився як важливий промисловий центр та адміністративний центр, і почав претендувати на звання неофіційної столиці краю. Хоча Вінниця залишалась більшою як за населенням, так і за економічним розвитком, вдале розташування дозволяло хмельничанам вважати себе "діловою" та "торговельною" столицею Поділля. Виникнення питання про укрупнення або ліквідацію областей у 2000-х рр. ще більше актуалізувало це протистояння.

## Історія протистояння
Вперше в професіональних протистояннях головні команди Хмельницького і Вінниці зустрілися 10 квітня 1960 року.

### 60-ті роки
Із 1960 по 1963 рік хмельницьке "Динамо" та вінницький "Локомотив" зустрічалися у класі Б. Тоді вінничани 5 разів святкували перемогу і лише тричі було зафіксовано нічийний результат. В сезоні 1969 року у класі А було зафіксовано дві нічиї. 

### 70-ті роки

Хмельницьке «Динамо» перед грою з вінницьким Локомотивом. 1973 рік

У 1970 хмельничани вдома святкували перемогу з рахунком 1:0. У Вінниці була зафіксована нульова нічия. У наступному сезоні у Хмельницькому команди зіграли 0:0, а у Вінниці гра закінчилася перемогою господарів - 1:3. У 1972 році теж була нічия і перемога вінничан. У 1973 році хмельничани вдома святкували перемогу, а на виїзді зіграли внічию, щоправда по пенальті виграли господарі. В наступному сезоні у подільському дербі знову була перемога хмельничан вдома і нічия у Вінниці, яка завершилася потасовкою. 

### 80-ті роки
У 80-х роках команди продовжили протистояли у Другій лізі СРСР. але під назвами «Поділля» (Хмельницький) та «Нива» (Вінниця). З перемінним успіхом дербі тривали до 1989 року.

### 90-ті роки
У сезоні 92/93 вже в чемпіонатах України команди знову зустрілися — у Першій лізі. У Вінниці була перемога господарів, а в Хмельницькому — зафіксовано нічию. У сезоні 1998/99 були ті ж нічия в на стадіоні «Поділля» і перемога на «Локомотиві» господарів. Наступного сезону хмельничани перемогли і вдома, і на виїзді. 

### 2000-ті роки
У Другій українській лізі команди зустрілися в сезоні 2007/2008. Тоді у Вінниці матч завершився внічию — 0:0, а у Хмельницькому перемогли господарі - 3:0. В наступному сезоні результат повторився — нічия на полі "Ниви" та перемога вдома у хмельницького "Поділля". У сезоні 2009/2010 років дві перемоги відсвяткували хмельничани, але вінничани підвищилися у класі. 

### 2010-ті роки

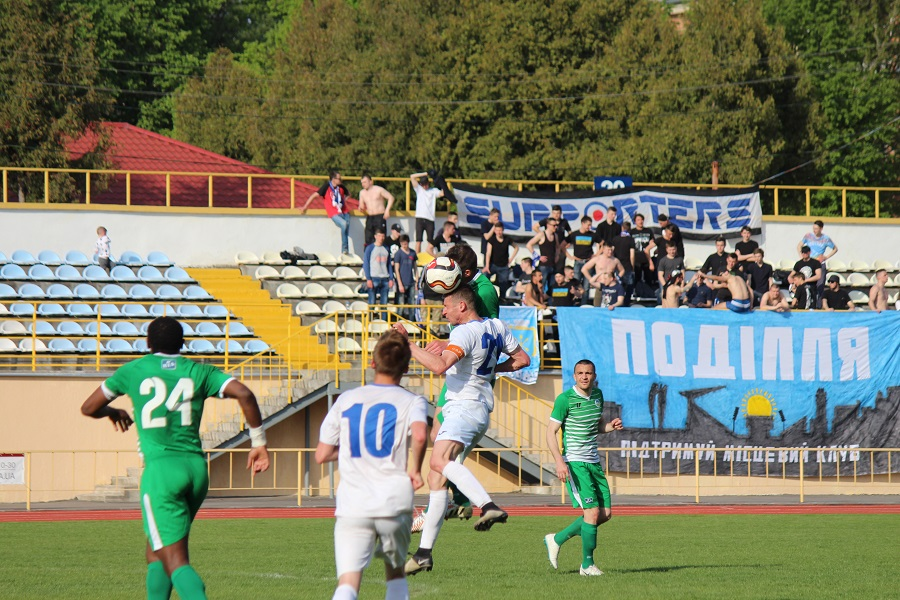
Матч «Поділля» - «Нива» (Вінниця). 2017 рік

Після довгої відсутності професіонального футболу в обох містах команди знову зустрілися у другій лізі чемпіонату України 2016/17 років. Тоді у Вінниці "Нива" розгромила "Поділля" з рахунком 4:0, а у Хмельницькому команди розійшлися внічию 0:0. Протягом трьох сезонів у другій лізі  більш вдало у дербі виступають вінничани, здобувши 3 перемоги, при 4 нічиїх та одній поразці (різниця мʼячів 11-5). Ще дві перемоги "Ниви" з рахунком 3:1 зафіксовано в рамках попередніх раундів Кубку України.